# Leyte (eiland)
Leyte is een van de grotere eilanden van de Filipijnen. Het eiland ligt in het oosten van de centraal gelegen eilandengroep Visayas ten noordoosten van Cebu en Bohol. Het eiland, op zeven na het grootste van de Filipijnen, had bij de laatste officiële telling in 2000 1,5 miljoen inwoners op een oppervlakte van 7214 km². Eind 1944 vond hier de Slag om Leyte plaats die, samen met de Slag in de Golf van Leyte, de verdrijving van de Japanners uit de Philippijnen inluidde.  

## Samenleving en cultuur

### Bevolkingsgroepen en talen
De twee groepen die in Leyte leven zijn de Cebuanos en de Waray. De Cebuanos leven in het zuiden en westen, terwijl de Waray in het noorden en oosten leven. De Cebuanos spreken Cebuano, terwijl de Waray Waray-Waray spreken.

## Geografie

### Topografie
Leyte ligt ten zuidwesten van Samar in het oosten van de Visayas. Sinds 1973 worden de twee eilanden verbonden door de San Juanico-brug. Ten oosten van het eiland ligt de Golf van Leyte, in 1944 toneel van de Slag in de Golf van Leyte.

### Bestuurlijke indeling
Op het eiland liggen de volgende twee provincies:
- Leyte
- Southern Leyte

De drie steden van Leyte zijn:
- Maasin (Southern Leyte)
- Ormoc (Leyte)
- Tacloban (Leyte)
- Baybay (Leyte)

Daarnaast is het eiland opgedeeld in 59 gemeenten.

## Tyfoon
Begin november 2013 werd Leyte zwaar getroffen door tyfoon Haiyan, die grote delen van het eiland, met name Tacloban en omgeving, verwoestte en duizenden mensen het leven kostte.